# Млинський водоспад

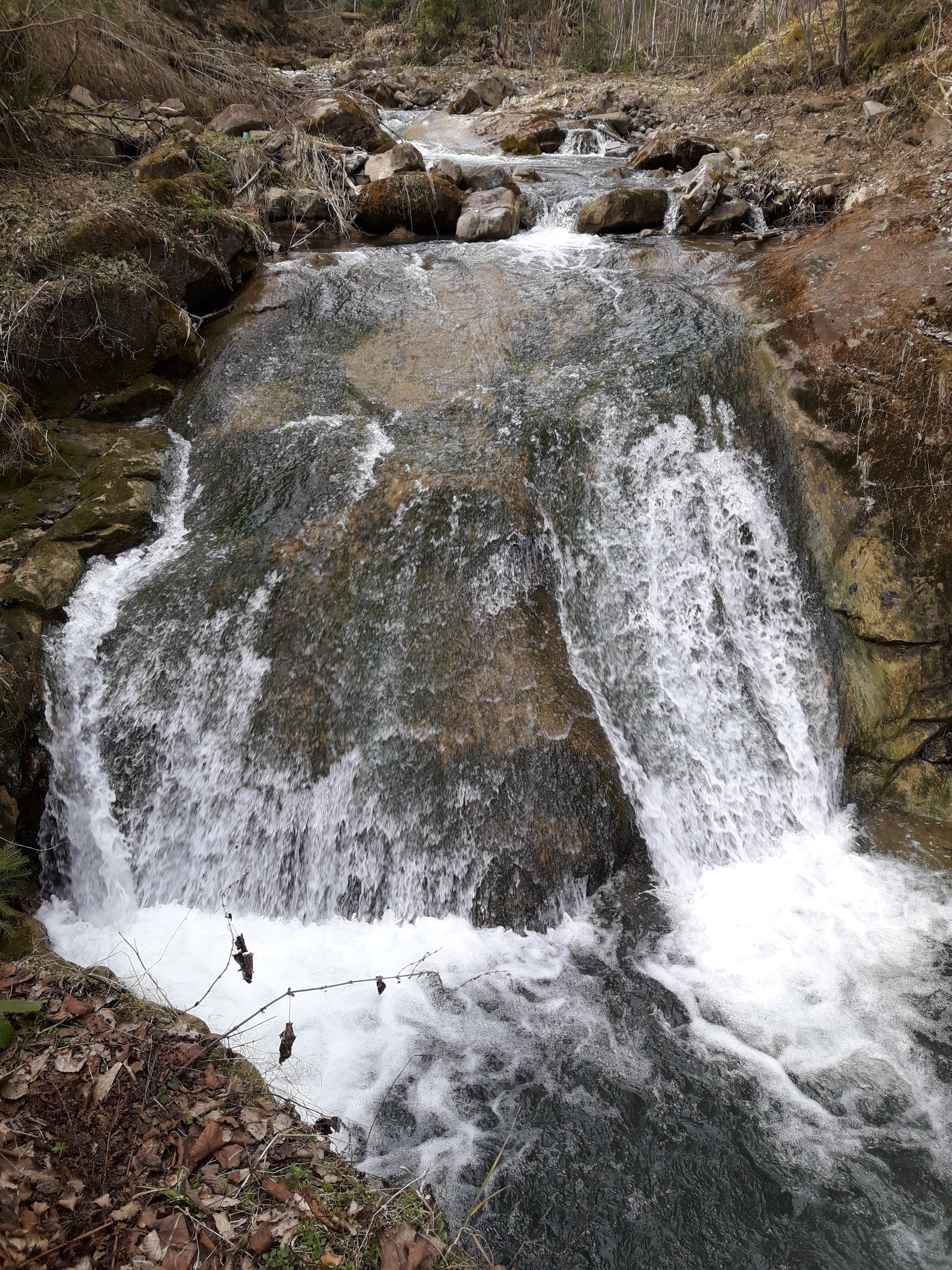

Мли́нський водоспа́д — водоспад в Українських Карпатах (масив Покутсько-Буковинські Карпати). Розташований у межах Верховинського району Івано-Франківської області, на північний захід від центральної частини села Білоберізка. 
Водоспад розташований на потоці Млинському (ліва притока Черемошу). Висота перепаду води — бл. 2 м. Вода у водоспаді стікає віялоподібним потоком по скелі, утвореній зі стійкого до ерозії пісковика. При підніжжі водоспаду утворилося порівняно глибоке плесо. 
Неподалік від водоспаду розташовані два цікаві природні об'єкти: камінь Довбуша і скеля «Кам'яна Баба», а на відстані 2,5 км є ще один водоспад — Ціви.